# NGC 1703
NGC 1703 est une galaxie spirale barrée située dans la constellation de la Dorade. NGC 1703 a été découverte par l'astronome britannique John Herschel en 1834.

## Caractéristiques
La classe de luminosité de NGC 1703 est II et elle présente une large raie HI. De plus, elle renferme des régions d'hydrogène ionisé.

### Distance
Sa vitesse par rapport au fond diffus cosmologique est de (1 549 ± 3) km/s, ce qui correspond à une distance de Hubble de 22,85 ± 1,60 Mpc (∼74,5 millions d'al). 
À ce jour, une mesure non basée sur le décalage vers le rouge (redshift) donne une distance d'environ 17,400 Mpc (∼56,8 millions d'al). Cette valeur est à l'extérieur des valeurs de la distance de Hubble. Puisque cette galaxie est relativement rapprochée du Groupe local, il est probable que cette valeur soit plus près de la distance réelle de NGC 1703. Notons que c'est avec la valeur moyenne des mesures indépendantes, lorsqu'elles existent, que la base de données NASA/IPAC calcule le diamètre d'une galaxie.

### Morphologie

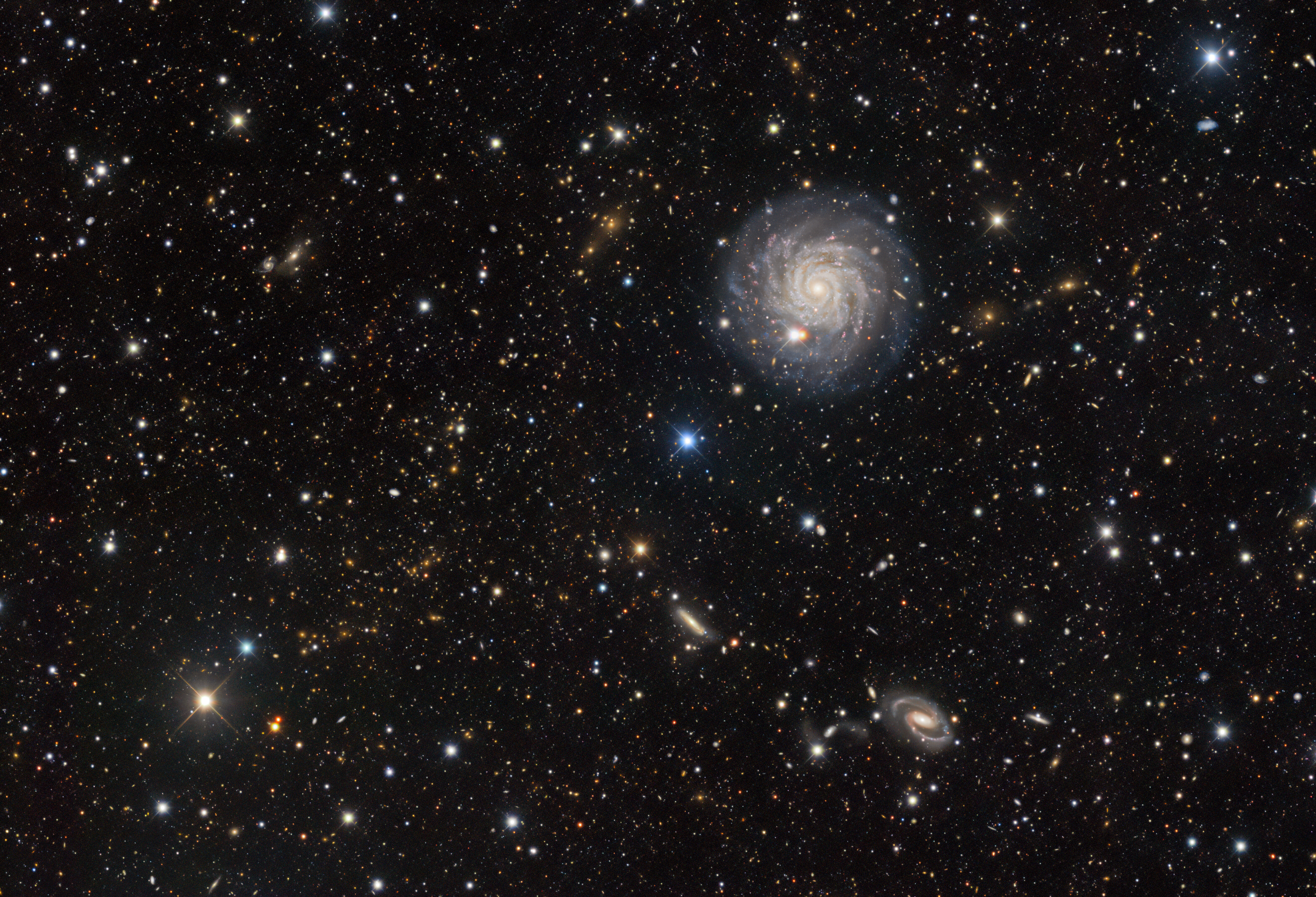
Image provenant de l'instrument DECam (Dark Energy Camera) installé au foyer du télescope Víctor M. Blanco de l'Observatoire interaméricain du Cerro Tololo.

La classification de NGC 1703 est incertaine. Le professeur Seligman la classe comme une spirale intermédiaire, mais les autres sources comme une spirale barrée. La présence d'une barre sur l'image de l'étude DSS n'est pas évidente. 
NGC 1703 a été utilisé par Gérard de Vaucouleurs comme une galaxie de type morphologique SA(s)c dans son atlas des galaxies,.
Eskridge, Frogel et Pogge ont publié un article en 2002 décrivant la morphologie de 205 galaxies spirales ou lenticulaires rapprochées. Les observations ont été réalisées dans la bande H de l'infrarouge et dans la bande B (le bleu). Selon Eskridge et ses collègues, NGC 1703 est de type Sc dans la bande B et SABb dans la bande H. NGC 1703 est vue presque de face. Son noyau symétrique est encastré dans un bulbe circulaire. Cette galaxie présente un motif à deux bras de grand style qui émergent du bulbe. Les bras sont lisses sur 180°, puis deviennent diffus et inégaux. Un des bras peut être tracé sur 360° et l'autre s'estompe après 270°.

## Groupe de NGC 1672
NGC 1703 fait partie du groupe de NGC 1672 qui compte au moins 9 galaxies. Selon un article publié par A.M. Garcia en 1993, le groupe de NGC 1762 comprend 8 galaxies, soit NGC 1672, NGC 1688, NGC 1703, et les galaxies 85-14, 85-30, 118-34, 119-16 et 158-3 du catalogue ESO. Le site « Un Atlas de l'Univers » de Richard Powell mentionne aussi l'existence de groupe, mais en incluant seulement les galaxies du catalogue NGC. Toutefois, on y retrouve une quatrième galaxie de ce catalogue, soit NGC 1824.